# نادي سومقاييت
نادي سومقاييت هو نادي كرة قدم من مدينة سومقاييت يلعب حالياً في دوري أذربيجان الممتاز. تأسس النادي في 2010م.